# Підземне сховище газу Єла
Підземне сховище газу Єла – інфраструктурний об'єкт газової промисловості в Іспанії.
Сховище ввели в дію у 2012 році. Зберігання газу організували на глибині від 2,3 до 2,55 кілометра у заповненому соленою водою пласті, що складений доломітами формації Санта-Барбара (верхній крейдяний період). Закачування та відбір газу відбувається через 11 свердловин.
Корисна ємність сховища 1,05 млрд м3, крім того, воно містить 0,9 млрд м3 буферного газу. Закачування відбувається під тиском до 27 МПа із добовою потужністю до 10 млн м3, тоді як потужність по відбору становить до 15 млн м3.
Сполучення з газотранспортною системою країни забезпечують газопроводи Ель-Вільяр-де-Арнедо – Єла, Сарса-де-Тахо – Єла та Єла – Альхете.